# Армения на зимних Паралимпийских играх 2018
Армения на зимних Паралимпийских играх 2018 года в Пхёнчхане была представлена одним спортсменом в лыжных гонках. Стас Назарян принял участие на Паралимпийских играх (включая летние) в пятый раз: в 1996 и 2000 годах участвовал в соревнованиях по парусному спорту, в 1998 и 2002 году — по горнолыжному спорту.

## Состав и результаты

### Лыжные гонки
| Класс | Соревнование                | Спортсмены   | Класс | Квалификация | Квалификация | Полуфинал            | Полуфинал            | Полуфинал            | Финал                | Финал                | Итоговое место |
| Класс | Соревнование                | Спортсмены   | Класс | Результат    | Место        | Заезд                | Результат            | Место                | Результат            | Место                | Итоговое место |
| ----- | --------------------------- | ------------ | ----- | ------------ | ------------ | -------------------- | -------------------- | -------------------- | -------------------- | -------------------- | -------------- |
| Сидя  | 1,1 км, классический спринт | Стас Назарян | LW12  | 4:41.11      | 33           | Завершил выступление | Завершил выступление | Завершил выступление | Завершил выступление | Завершил выступление | 33             |